# 何塞·迪纳雷斯
何塞·迪纳雷斯（西班牙語：José Dinarés，1940年6月5日—），西班牙男子曲棍球运动员。他曾代表西班牙参加1960年、1964年和1968年夏季奥林匹克运动会曲棍球比赛，其中1960年奥运会获得一枚铜牌。